# Estação Ferroviária de Cornélio Procópio
A Estação de Cornélio Procópio é a antiga estação ferroviária do município de Cornélio Procópio, localizado no interior do estado do Paraná. Desde 2002, nela funciona o Museu de História Natural Mozart de Oliveira Valim.
Faz parte da EF369, linha Ourinhos-Cianorte, e seu prédio atual não é o original, tendo sido reconstruído em algum momento após 1940.

## História
A estação foi inaugurada em 1o de dezembro de 1930, pela Companhia Ferroviária São Paulo-Paraná, durante a expansão a oeste realizada pela Paraná Plantations, companhia inglesa que comprara a concessão da ferrovia. No ano seguinte, recebeu o então príncipe de Gales, Eduardo VIII do Reino Unido, que na ocasião visitou a cidade.
Em 1942, com o início da Segunda Guerra Mundial, a Inglaterra vende dois terços de seus investimentos no exterior, dentre os quais a Paraná Plantations, que é comprada no ano seguinte por brasileiros e passa a se chamar Companhia Melhoramentos Norte do Paraná, negociação que só foi aprovada pelo governo de Getúlio Vargas com a condição de que a Estrada de Ferro passasse à administração do Poder Público. A transferência da estrada deu-se no ano seguinte, 1944, quando passou a compor a Rede de Viação Paraná-Santa Catarina (RVPSC).
Com a criação da Rede Ferroviária Federal (RFFSA) em 1957, e sendo a RVPSC uma de suas fundadoras, a estação passa à administração dela.
Perde seus trens de passageiros em 11 de março de 1981, quando eles deixam de circular entre as estações de Ourinhos e Maringá da linha, sob a alegação de que o serviço era deficitário.
Passou à administração da América Latina Logística em 1997, com a concessão da malha Sul da RFFSA, e foi transferida à Rumo Logística em 2015, quando esta comprou a ALL.

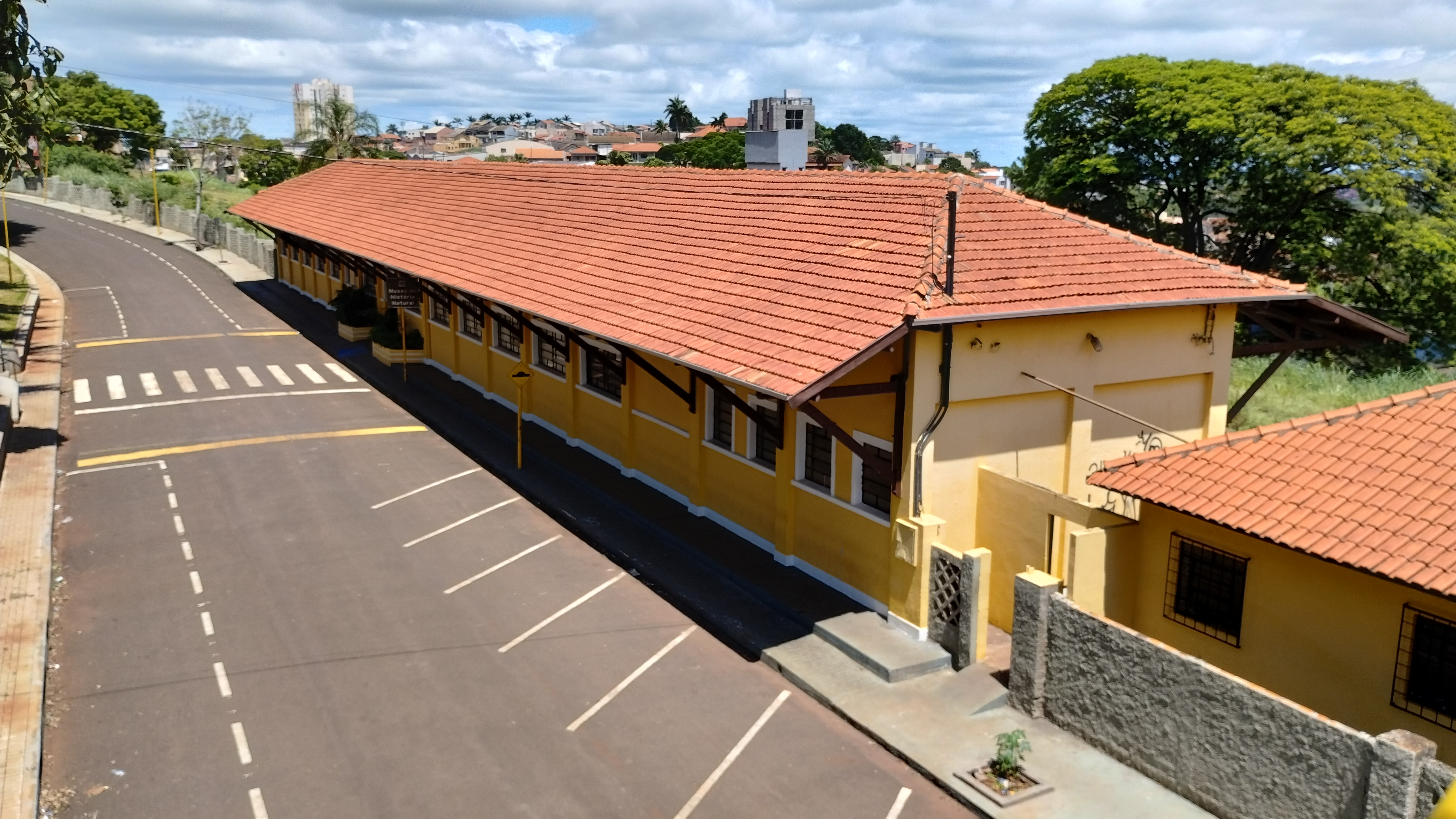
Estação vista da rua.

Em 2002, nela foi instalado um museu de história natural e taxidermia pela prefeitura, e seus trilhos ainda recebem trens cargueiros.

## Toponímia
O nome da estação é o do Coronel Cornélio Procópio de Araújo Carvalho, que ocupava posição de destaque no Império durante o final do século XIX. Uma de suas filhas casou-se com Francisco da Cunha Junqueira, político influente, que achou razoável homenageá-lo com o nome da estação do quilômetro 125 da Estrada de Ferro São Paulo-Paraná.